# Stocker (Gemeinde Munderfing)
Stocker  ist eine Einzelsiedlung der Gemeinde Munderfing in Oberösterreich (Bezirk Braunau am Inn). Die Ortschaft hat 2 Einwohner (Stand 1. Jänner 2024).

## Geographie
Stocker liegt im Südwesten der Gemeinde Munderfing bzw. im Nordwesten der Katastralgemeinde Achenlohe. Vom Zentrum der Gemeinde erreicht man die Ortschaft über die nach Südwesten führende Lochener Bezirksstraße und eine in Unterweißau abzweigende Straße. Benachbarte Ortschaften sind die Ortschaft bzw. Gemeinde Jeging im Westen, Buch im Norden und Unterweißau im Süden. Die Einzelsiedlung besteht aus dem Stockingergut (Stocker 1) und dem Stockinger-Zuhaus (Stocker 2) sowie einer 1921 errichteten Kapelle mit Wetterkreuz.
Für Stocker wurden 2001 zwei Gebäude gezählt, wobei jedes Gebäude über einen Hauptwohnsitz verfügte und drei Wohnungen bzw. Haushalte bestanden. Das Stockinger-Gut ist ein landwirtschaftlicher Betrieb.

## Geschichte und Bevölkerung
Die Ortschaft Stocker, auch Stocka, Stokker, Stockach oder Gstocka wird urkundlich erstmals im 13. Jahrhundert als Stochke erwähnt. Weitere Nennungen erfolgten 1324 bzw. 1416 als Stockach. Der Name der Einzelsiedlung leitet sich von den bei Rodungen zurückbleibenden Wurzelstöcken ab und bezeichnet somit ein gerodetes Grundstück. Stocker gehörte zur Grundherrschaft Mattighofen Kastenamt Mattsee.
In Stocker lebten 1869 16 Menschen in zwei Häusern. Im Jahr 1910 wurden 15 Einwohner in zwei Häuser gezählt. Alle Einwohner der Ortschaft waren hierbei katholischen Glaubens.